# Ynglingatal
Ynglingatal er et kvad i dunkle vers. Det skal stamme fra omkring år 900 og være forfattet af den norske skjald Tjodolv fra Hvine til Harald Hårfager.
Det skal handle om de svenske konger.
Selv om mange af kongerne er historiske, er nogle af dem forfædre til svenske konger uden selv at være svenske konger.
Nogle samtidige er sat efter hinanden.
Ynglingesaga, Snorre Sturlasons indledende del af Heimskringla, bygger på Ynglingatal.